# Aldringham cum Thorpe
Aldringham cum Thorpe is een civil parish in het bestuurlijke gebied East Suffolk, in het Engelse graafschap Suffolk. In 2001 telde het dorp 745 inwoners.